# Fredrik Meyer
Fredrik Meyer   (Oslo, 13 de febrer de 1916 - Oslo, 16 de gener de 1989) va ser un regatista noruec, vencedor d'una medalla olímpica.
El 1936 va prendre part en els Jocs Olímpics d'Estiu de Berlín, on va guanyar la medalla de plata en la classe de 6 metres del programa de vela. A bord del Lalage, formà tripulació junt a Magnus Konow, Karsten Konow, Vaadjuv Nyqvist i Alf Tveten.
Durant la Segona Guerra Mundial fou entrenat com a aviador a la Little Norway, un camp d'entrenament de l'Exèrcit de Noruega situat al sud d'Ontario, Canadà, per posteriorment servir a com a pilot a l'esquadró número 330.